# خوان مارتينو
خوان مارتينو (بالإسبانية: Juan Martino)‏ هو لاعب رماية أرجنتيني، (و. 1887  م).

## وصلات خارجية
- خوان مارتينو على موقع أوليمبيديا (الإنجليزية)